# Cruciata articulata
Cruciata articulata là một loài thực vật có hoa trong họ Thiến thảo. Loài này được (L.) Ehrend. mô tả khoa học đầu tiên năm 1958.